# Blijde Boodschapkerk (Turnhout)

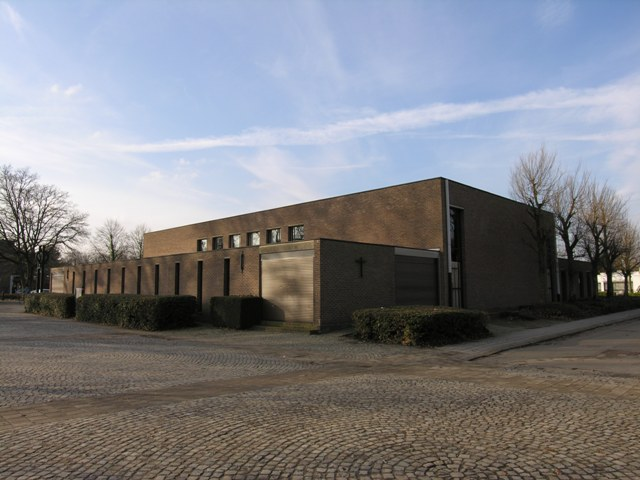
Blijde Boodschapkerk

De Blijde Boodschapkerk is een rooms-katholiek kerkgebouw in de stad Turnhout, gelegen aan het Lode Peetersplantsoen 1.
De kerk, naar ontwerp van René Van Steenbergen, werd gebouwd in 1971-1972 voor de in 1970 gestichte parochie in de Parkwijk. Het is een bakstenen zaalkerk in de stijl van het naoorlogs modernisme. De blokvormige kerk heeft een plat dak. In plaats van een toren staat voor de kerk een eenvoudige, in staalprofiel uitgevoerde, klokkenstoel.
Sinds september 2024 doet, na een grondige renovatie, de kerk voortaan dienst als kleuterschool "De Groeiboom". De verandering van functie valt binnen het masterplan Parkwijk, dat is opgesteld met als doel de sociale woonwijk Parkwijk een tweede leven in te blazen.